# Трено, Стефан
Стефан Трено (фр. Stéphane André Michel Traineau; род. 16 сентября 1966, Шоле) — французский дзюдоист, чемпион и призёр чемпионатов Франции, Европы и мира, призёр двух Олимпиад, участник четырёх Олимпиад.

## Карьера
Выступал в полутяжёлой (до 95-100 кг) весовой категории. В 1987—2006 годах четырежды становился чемпионом Франции и трижды — серебряным призёром чемпионатов. В 1988 году стал серебряным призёром чемпионата мира среди военнослужащих. Четырежды становился чемпионом Европы и дважды завоёвывал бронзовые медали. Чемпион мира 1991 года и дважды бронзовый призёр мировых чемпионатов.
На летних Олимпийских играх 1988 года в Сеуле занял 10-е место. На следующей Олимпиаде в Барселоне стал 17-м. На Олимпиадах 1996 года в Атланте и 2000 годов в Сиднее становился бронзовым призёром.